# Blanzay

Blanzay este o comună în departamentul Vienne, Franța. În 2009 avea o populație de 818 de locuitori.